# Jagodnjak
Jagodnjak – wieś w Chorwacji, w żupanii osijecko-barańskiej, w gminie Jagodnjak. W 2011 roku liczyła 1299 mieszkańców.